# 핀과 제이크의 어드벤처 타임 시즌 3
《핀과 제이크의 어드벤처 타임》의 세 번째 시즌은 2011년 7월 11일부터 2012년 2월 13일까지 미국 카툰 네트워크에서 방영되었다. 프레드레이터 스튜디오와 카툰 네트워크 스튜디오에서 제작한 이 작품은 종말 이후의 세상인 우 랜드에서 사는 인간 소년 핀과, 마법의 힘으로 몸의 크기와 모양을 자유자재로 변화시킬 수 있는 개 제이크의 모험을 다루고 있다.
이번 시즌부터 작품의 성장세가 두드려졌는데, 특히 팬이 그린 캐릭터를 정식 작품에 등장시켜 캐논화한 〈Fionna and Cake〉 에피소드가 큰 인기를 끌었다. 스토리보드 작가로는 아코 카스투에라, 톰 허피치, 애덤 무토, 리베카 슈거, 제시 모이니핸, 윤대주, 켄트 오즈번, 솜빌레이 제이어폰, 펜들턴 워드, 나타샤 알레그리가 제작에 참여하였다.
첫 번째 에피소드 〈Conquest of Cuteness〉는 미국에서 268만 6천 명이 시청하며 지난 시즌 대비 상승세를 기록하였다. 시즌 3는 〈Incendium〉으로 종영하였는데, 해당 에피소드의 뒷 이야기는 시즌 4의 첫 에피소드인 〈Hot to the Touch〉로 이어진다. 에피소드 〈Thank You〉는 애니상 노미네이션과 함께 선댄스 영화제에서 수상을 하였으며, 〈Too Young〉은 프라임타임 에미상의 후보에 올랐다. 또한 리베카 슈거가 애니상 TV 스토리보딩 부문 후보에 오르기도 하였다. DVD와 블루레이 디스크는 2014년 2월 25일 첫 발매되었다.

## 개발

### 설정
이 작품은 종말 이후의 세상인 우 랜드에서 살고 있는 인간 소년 핀과, 마법의 힘으로 몸의 크기와 모양을 자유자재로 변화할 수 있는 개 제이크의 모험을 다루고 있다. 그 외 주요 등장인물로는 버블검 공주, 얼음 대왕, 뱀파이어 여왕 마르셀린 등이 있다. 주된 에피소드 전개로는 핀과 제이크가 이상한 생명체를 조사하거나 얼음 대왕으로부터 공주들을 보호하고, 다른 이들을 돕기 위해 괴물들을 무찌르는 이야기 등이 있다. 몇몇 에피소드는 버블검 공주와 불꽃 공주 사이에서 갈등하는 핀의 사랑도 다루고 있다.

### 제작
2010년 11월 29일에 Deadline.com은 카툰 네트워크가 세 번째 시즌을 시작할 것이라고 보도했다. 두 번째 시즌 방영의 막바지에 이른 2011년 4월 6일에는 프레드레이터 스튜디오가 에피소드 제목을 공개하였다.
아홉 번째 에피소드인 〈Fionna and Cake〉는 성 반전이 일어난 우 랜드를 배경으로 했다. 이 에피소드는 스토리보드 아티스트인 나타샤 알레그리가 인터넷에 올린 그림과 그림 속 캐릭터인 피오나와 케이크를 바탕으로 하였다. 알레그리는 이 에피소드를 위해 펜들턴 워드와 함께 오프닝 음악도 재 녹음하였다.
세 번째 시즌이 방영되기 이전에, 워드는 팬들에게 미리 법적인 문제로 팬들이 만들어낸 캐릭터나 이야기를 쓸 수 없다고 밝힌 바가 있었다. 그러나 〈Jake vs. Me-Mow〉는 14살의 아이인 군나르 길모어(Gunnar Gilmore)가 그린 미모우(Me-Mow)를 주인공으로 하였다. 길모어는 그림을 자신의 어머니한테 보여주었고, 어머니는 그림을 카툰 네트워크로 보냈다. 워드는 미모우가 ‘정말 귀여워서’ 작품에 넣기로 결정했다고 밝혔다. 길모어의 원래 그림은 에피소드의 타이틀 카드에 쓰였으며, 《어드벤처 타임》 시리즈에서 미모우는 팬이 만들어 낸 유일한 등장인물이다.
이번 시즌에서는 아코 카스투에라, 톰 허피치, 애덤 무토, 리베카 슈거, 제시 모이니핸, 윤대주(Bert Youn), 켄트 오즈번, 솜빌레이 제이어폰(Somvilay Xayaphone), 펜들턴 워드, 나타샤 알레그리가 스토리보드 작가로 참여하였다. 시즌 3 제작 중 워드는 작가진들에 대해 ‘똑똑하고 재주가 뛰어난 사람들’이라고 말하며, 이들이 작품에 더욱더 기괴하고 정신적인 부분을 끼워 넣는 존재라고 말하였다.

## 출연진
작품에 참여한 성우에는 제러미 셰이다(핀 역), 존 디마지오(제이크 역), 톰 케니(얼음 대왕 역), 힌든 월치(버블검 공주 역), 올리비아 올슨(마르셀린 역) 등이 있다. 제작자 워드는 직접 여러 등장인물을 맡았는데, 대표적으로 울룩불룩 공주가 있다. 전 스토리보드 아티스트인 니키 양은 핀과 제이크의 비디오 게임기인 비모와 제이크의 여자 친구 무지개콘 역할을 맡았다. 워드의 어머니 베티 워드(Bettie Ward)의 친구인 폴리 루 리빙스턴(Polly Lou Livingston)은 코가손 역할을 맡았다. 시즌 3에서는 제시카 디시코가 연기한 불꽃 공주가 처음 등장한다. 불꽃 공주는 네 번째 시즌과 다섯 번째 시즌을 거치며 핀의 로맨스 사대로 작중에서 주요한 역할을 하게 된다. 성우들의 더빙은 등장인물들 간에 자연스러운 녹음을 위해서 모든 성우가 함께 모여 이루어진다. 힌든 월치는 이러한 녹음 형태에 대해 “실제 작품 속에서 연극을 하기 위해 대본을 낭독하는 것 같다.”라고 말했다.
여러 게스트 성우들도 작품에 참여하였다. 재키 부스카리노는 〈Conquest of Cuteness〉에서 큐트 킹(Cute King) 역을 맡았다. 〈Memory of a Memory〉에서 스티브 에이지는 마르셀린의 전 여자친구 애쉬(Ash)를, 에이바 아크레스는 어린 마르세린 역할을 맡았다. 이사벨라 아크레스는 어린 버블검 공주 역을 다시 맡았으며, 저스틴 로일랜드가 처음 〈Too Young〉에서 처음으로 레몬그랩 역을 연기하였다. 이후 레몬그랩은 리커링 캐릭터로 작중에 자주 등장하게 된다. 에피소드 〈Wizard Battle〉에서는 스티브 리틀이 아브라카다니엘 역을, 모리스 라마시는 그랜드 마스터 마법 역을 연기하였다. 성전환 에피소드인 〈Fionna and Cake〉에서는 매들린 마틴(피오나 역), 로즈 라이언(케이크 역), 그레이 딜라일(얼음여왕 역), 닐 패트릭 해리스(검볼 왕자 역)가 성우로 참여하였다. 〈Apple Thief〉에서 리치 풀처가 제이버드 역을, 론 린치가 돼지 역을 연기하였다. 재키 부스카리노(Jackie Buscarino)는 〈Beautopia〉에서 힘센 수잔의 목소리를 다시 담당했다. 카일라 래 코왈레브스키는 〈Jake vs. Me-Mow〉에서 미모우 역을 맡았다. 패러디 가수 위어드 알 얀코빅은 〈The New Frontier〉에서 바나나 맨을 맡았다. 이 역은 원래 조너선 캐츠가 맡을 예정이었으나 참여가 불가능하게 되어 이후 얀코빅으로 성우가 변경되었다. 피터 브라운가르트는 자신의 이름을 딴 페이퍼 피트(Paper Pete) 역을 맡았다. 〈Another Way〉에서 그레그 터킹튼은 말하는 덤불 역을 맡았고, 〈Ghost Princess〉에서 샘 머린(Sam Marin)은 클레런스 역을 맡았다. 〈Incendium〉에서 키스 데이비드는 불꽃 대왕 역을 처음 맡게 된다.
그 외 다른 캐릭터 역할을 맡은 성우로는 톰 케니, 디 브래들리 베이커, 마리아 뱀퍼드, 스티브 리틀, 켄트 오즈번 등이 있다.

## 방영 및 반응

### 시청자 수
2011년 7월 11알 방영한 첫 번째 에피소드 〈Conquest of Cuteness〉는 미국에서 268만 6천 명이 시청하며 200만 1천명을 기록한 지난 시즌의 첫 에피소드에 비해 상승된 수치를 보였다. 〈Conquest of Cuteness〉는 또한 작년 동일한 시간대와 비교하였을 때 큰 시청자 수 증가를 보였는데 6~11세, 2~11세, 9~14세 연령대서 최소 13%에서 40%의 상승폭을 기록하였다. 시즌 최고 시청률을 기록한 것은 아홉 번째 에피소드인 〈Fionna and Cake〉로 총 331만 5천 명의 시청자 수를 기록하며 작품 최고 시청자 수를 갱신하였다. 2012년 2월 13일 방영된 마지막 화 〈Incendium〉는 6~11세 남성 연령층에서 한 주간 시청률 1위를 기록하였다. 이 시즌은 앞전 두 시즌과 동일한 시간대인 월요일 오후 시에 방영되었다.

### 평가 및 수상
《슬랜트 매거진》의 마이크 르슈발리에(Mike LeChevallier)는 이번 시즌에 4점 만점 중 3.5점을 주었다. 리뷰에서 그는
"스토리텔링과 삽화, 음악, 목소리 연기 및 11분 분량의 다채로운 경이함으로 구성된 현실성에 대해 높은 점수를 주고 싶다"라고 밝혔다. 〈Fionna and Cake〉는 팬들의 많은 지지를 받으며 큰 인기를 얻었는데, 방영 직후 《엔터테인먼트 위그재미너》(Entertainment Examiner)는 "작품의 팬들이 피오나와 케이크에 대한 새로운 해석에 빠져들며 소리치고 있다"라고 말하였다. 펜들턴 워드는 〈Thank You〉에 대해 특히 칭찬하며, "《핀과 제이크의 어드벤처 타임》이라는 이름의 프로그램을 하고 있음에도 불구하고, 핀과 제이크에 대해선 잠시 잊어 버린채 다른 이들의 이야기를 따를 수 있도록 방송국에서 허락해주었다는 점이 매우 놀랍다."라고 언급하였다.
애니상에서 〈Thank You〉가 최고의 애니메이션 스페셜 제작으로, 리베카 슈거가 텔레비전 부문 최고의 스토리보딩으로 후보에 각각 올랐으나 수상에는 실패하였다. 에피소드 〈Too Young〉은 프라임타임 에미상에서 뛰어난 단편 형식 애니메이션 프로그램에 후보에 올랐다. 〈Thank You〉는 아카데미 단편 애니메이션상 후보에 지원하기 위해 영화관에서 특별 상영되기도 하였다. 해당 에피소드는 쇼트리스트에는 올랐으나 최종 10개 후보에서 탈락하였다. 〈Thank You〉는 이후 2013년 선댄스 영화제의 단편 애니메이션 영화 부문 후보에 오르기도 하였다.

## 에피소드 목록
| 전체 번호 | 시즌 번호 | 제목 한국어판 제목                          | 감독                         | 작가                                    | 본 방송 날짜     | 한국 방송 날짜   | 제작 번호 | 시청자 수 (100만) |
| --------- | --------- | ------------------------------------------- | ---------------------------- | --------------------------------------- | ---------------- | ---------------- | --------- | ----------------- |
| 53        | 1         | "Conquest of Cuteness" "치명적인 귀여움"    | 래리 레이클리터d 콜 산체스c  | 아코 카스투에라, 톰 허피치              | 2011년 7월 11일  | 2012년 10월 10일 | 1008-053  | 2.686             |
| 54        | 2         | "Morituri Te Salutamus" "죽은 자들의 전투"  | 래리 레이클리터d 콜 산체스c  | 애덤 무토, 리베카 슈거                  | 2011년 7월 18일  | 2012년 10월 10일 | 1008-054  | 1.784             |
| 55        | 3         | "Memory of a Memory" "기억에 대한 기억"     | 래리 레이클리터d 콜 산체스c  | 아코 카스투에라, 톰 허피치              | 2011년 7월 25일  | 2012년 10월 10일 | 1008-057  | 2.255             |
| 56        | 4         | "Hitman" "살인청부업자"                     | 래리 레이클리터d 콜 산체스c  | 제시 모이니핸, 윤대주                   | 2011년 8월 1일   | 2012년 10월 10일 | 1008-055  | 2.273             |
| 57        | 5         | "Too Young" "너무 어린 나이"                | 래리 레이클리터d 콜 산체스c  | 톰 허피치, 제시 모이니핸                | 2011년 8월 8일   | 2012년 10월 11일 | 1008-059  | 2.089             |
| 58        | 6         | "The Monster" "괴물이 나타났다"             | 래리 레이클리터d 콜 산체스c  | 켄트 오즈번, 솜빌레이 제이어폰          | 2011년 8월 15일  | 2012년 10월 11일 | 1008-056  | 2.242             |
| 59        | 7         | "Still" "얼음대왕과 친해지기"               | 래리 레이클리터d 콜 산체스c  | 켄트 오즈번, 솜빌레이 제이어폰          | 2011년 8월 22일  | 2012년 10월 17일 | 1008-060  | 2.292             |
| 60        | 8         | "Wizard Battle" "마법사 경연대회"           | 래리 레이클리터d 콜 산체스c  | 아코 카스투에라, 제시 모이니핸          | 2011년 8월 29일  | 2012년 10월 17일 | 1008-061  | 2.302             |
| 61        | 9         | "Fionna and Cake" "피오나와 케이크"         | 래리 레이클리터d 콜 산체스c  | 애덤 무토, 리베카 슈거                  | 2011년 9월 5일   | 2012년 10월 11일 | 1008-058  | 3.315             |
| 62        | 10        | "What Was Missing" "가장 소중한 것"         | 래리 레이클리터d 콜 산체스c  | 애덤 무토, 리베카 슈거                  | 2011년 9월 26일  | 2012년 10월 17일 | 1008-062  | 2.185             |
| 63        | 11        | "Apple Thief" "사과 도둑"                   | 래리 레이클리터d 콜 산체스c  | 톰 허피치, 윤대주                       | 2011년 10월 3일  | 2012년 10월 17일 | 1008-067  | 1.996             |
| 64        | 12        | "The Creeps" "위헙한 초대"                  | 래리 레이클리터d 콜 산체스c  | 아코 카스투에라, 제시 모이니핸          | 2011년 10월 17일 | 2012년 10월 18일 | 1008-070  | 2.025             |
| 65        | 13        | "From Bad to Worse" "설상가상"              | 래리 레이클리터d 콜 산체스c  | 켄트 오즈번, 솜빌레이 제이어폰          | 2011년 10월 24일 | 2012년 10월 18일 | 1008-064  | 2.216             |
| 66        | 14        | "Beautopia" "뷰토피아"                      | 래리 레이클리터d 콜 산체스c  | 애덤 무토, 리베카 슈거                  | 2011년 11월 7일  | 2012년 10월 18일 | 1008-065  | 1.922             |
| 67        | 15        | "No One Can Hear You" "사슴의 저주"         | 래리 레이클리터d 콜 산체스c  | 아코 카스투에라, 제시 모이니핸          | 2011년 11월 14일 | 2012년 10월 18일 | 1008-066  | 2.483             |
| 68        | 16        | "Jake vs. Me-Mow" "자객 미마우"             | 래리 레이클리터d 콜 산체스c  | 애덤 무토, 리베카 슈거                  | 2011년 11월 21일 | 2012년 10월 24일 | 1008-071  | 2.263             |
| 69        | 17        | "Thank You" "설인의 사랑"                   | 래리 레이클리터d 콜 산체스c  | 톰 허피치                               | 2011년 11월 23일 | 2012년 10월 11일 | 1008-063  | 2.332             |
| 70        | 18        | "The New Frontier" "죽지 마, 제이크"        | 래리 레이클리터d 콜 산체스c  | 톰 허피치, 윤대주                       | 2011년 11월 28일 | 2012년 10월 24일 | 1008-072  | 2.387             |
| 71        | 19        | "Holly Jolly Secrets" "비디오테이프의 비밀" | 래리 레이클리터d             | 켄트 오즈번, 솜빌레이 제이어폰          | 2011년 12월 5일  | 2012년 10월 24일 | 1008-068  | 2.513             |
| 72        | 20        | "Holly Jolly Secrets" "비디오테이프의 비밀" | 래리 레이클리터d             | 켄트 오즈번, 솜빌레이 제이어폰          | 2011년 12월 5일  | 2012년 10월 24일 | 1008-069  | 2.513             |
| 73        | 21        | "Marceline's Closet" "마르셀린의 옷장"      | 래리 레이클리터d 애덤 무토c  | 아코 카스투에라, 제시 모이니핸          | 2011년 12월 12일 | 2012년 10월 25일 | 1008-073  | 2.504             |
| 74        | 22        | "Paper Pete" "도서관의 수호자들"            | 래리 레이클리터d 애덤 무토c  | 켄트 오즈번, 솜빌레이 제이어폰          | 2012년 1월 16일  | 2012년 10월 25일 | 1008-075  | 정보 없음         |
| 75        | 23        | "Another Way" "내 방식대로"                 | 래리 레이클리터d 애덤 무토c  | 톰 허피치, 윤대주                       | 2012년 1월 23일  | 2012년 10월 25일 | 1008-076  | 정보 없음         |
| 76        | 24        | "Ghost Princess" "유령 공주"                | 래리 레이클리터d 네이트 캐시 | 아코 카스투에라, 제시 모이니핸          | 2012년 1월 30일  | 2012년 10월 31일 | 1008-077  | 정보 없음         |
| 77        | 25        | "Dad's Dungeon" "아빠의 지하 감옥"          | 래리 레이클리터d             | 나타샤 알레그리, 애덤 무토, 펜들턴 워드 | 2012년 2월 6일   | 2012년 10월 31일 | 1008-078  | 2.596             |
| 78        | 26        | "Incendium" "불꽃같은 사랑"                 | 래리 레이클리터d 애덤 무토c  | 애덤 무토, 리베카 슈거                  | 2012년 2월 13일  | 2012년 10월 25일 | 1008-074  | 정보 없음         |

- ^d 감독(Director)
- ^c 크리에이티브 감독(Creative director)

## 홈 미디어
| 《Adventure Time: The Complete Third Season》                                      |                                                                                    | | |
| 세부 정보                                                                          | 세부 정보                                                                          | 특별 부록 | 특별 부록 |
| - 에피소드 26편 - 디스크 2개 구성 - 1.78:1 종횡비 - 영어 자막 - 돌비 스테레오 지원 | - 에피소드 26편 - 디스크 2개 구성 - 1.78:1 종횡비 - 영어 자막 - 돌비 스테레오 지원 | - 모든 에피소드에 대한 코멘터리 - “아이디어가 어떻게 어드벤처 타임이 되는가” 영상 (How an Idea Becomes Adventure Time) - 레고 블록을 이용한 오프닝 영상 | - 모든 에피소드에 대한 코멘터리 - “아이디어가 어떻게 어드벤처 타임이 되는가” 영상 (How an Idea Becomes Adventure Time) - 레고 블록을 이용한 오프닝 영상 |
| 발매 날짜                                                                          |                                                                                    | | |
| 지역 코드 1                                                                        | 지역 코드 4                                                                        | 지역 코드 A | 지역 코드 B |
| 2014년 2월 25일                                                                    | 2014년 5월 5일(DVD) 2024년 5월 3일(블루레이)                                       | 2014년 2월 25일 | 2014년 5월 5일 2014년 5월 3일(블루레이) |